# Indulis Bikše
Indulis Bikše (* 15. September 1995 in Madona) ist ein lettischer Skilangläufer.

## Werdegang
Bikše, der für den Sporta skola Arkādija startet, belegte bei den Nordischen Junioren-Skiweltmeisterschaften 2013 in Liberec den 79. Platz über 10 km Freistil und den 77. Rang im Sprint. Sein bestes Resultat beim Europäischen Olympischen Winter-Jugendfestival 2013 in Predeal war der 35. Platz über 10 km Freistil. Im folgenden Jahr errang er bei den Nordischen Junioren-Skiweltmeisterschaften 2014 im Fleimstal den 76. Platz im Sprint, den 73. Platz im Skiathlon und den 59. Platz über 10 km klassisch. In der Saison 2014/15 erreichte er bei den Nordischen Junioren-Skiweltmeisterschaften 2015 in Almaty den 52. Platz im Sprint, den 33. Rang im Skiathlon und den 17. Platz über 10 km Freistil. Zudem gelang ihn bei den Nordischen Skiweltmeisterschaften 2015 in Falun der 79. Platz über 15 km Freistil. Im Sommer 2015 startete er bei den Rollerski-Juniorenweltmeisterschaften 2015 im Fleimstal. Dabei kam er auf den 12. Platz im Berglauf, auf den achten Rang im Massenstartrennen und auf den siebten Platz im Teamsprint. Zu Beginn der Saison 2015/16 debütierte er in Kuusamo im Skilanglauf-Weltcup und belegte dabei den 114. Platz im Sprint und den 105. Platz über 10 km Freistil. Im Januar 2016 wurde er lettischer Meister über 10 km. Bei den U23-Weltmeisterschaften 2016 in Rasnov errang er den 46. Platz über 15 km klassisch, den 40. Platz über 15 km Freistil und den 32. Platz im Sprint. Bei der Tour de Ski 2016/17, die er auf dem 40. Platz beendete, holte er mit dem 27. Platz bei der Abschlussetappe im Fleimstal seine ersten Weltcuppunkte. Bei den Nordischen Skiweltmeisterschaften 2017 in Lahti belegte er den 64. Platz über 15 km klassisch, den 58. Rang im Sprint und den 57. Platz im 50-km-Massenstartrennen. Im März 2017 wurde er lettischer Meister über 15 km klassisch und im März 2018 über 15 km Freistil, über 20 km klassisch und im Sprint. Bei den Olympischen Winterspielen 2018 in Pyeongchang lief er auf den 65. Platz über 15 km Freistil, auf den 63. Rang im Sprint und auf den 57. Platz im 50-km-Massenstartrennen.